# Cidone e Clizio
Cidone e Clizio sono due personaggi dell'Eneide di Virgilio, menzionati nel libro X del poema.

## Il mito

### Il contesto
Enea e i suoi compagni, sbarcati nel Lazio dopo la distruzione di Troia, devono combattere contro le popolazioni locali: i Rutuli e i Latini. Allo scoppio del conflitto, Enea, lasciato il controllo del castrum troiano nelle mani del figlio Ascanio, compie diverse peregrinazioni per l'Italia alla ricerca di alleati, guadagnandosi l'appoggio di Arcadi, Liguri ed Etruschi. Tutti quanti si imbarcano sulle navi di questi ultimi. Quando Enea fa ritorno nel Lazio, trova la cittadella troiana assediata dagli italici: una volta giunto a terra, decide di affrontare dapprima i guerrieri latini, i nemici meno organizzati, e comincia a farne strage. Armato di spada uccide di duello in duello Terone, Lica, i due fratelli Cisseo e Gia; poi Faro con la lancia. Qui entrano in scena Cidone e Clizio.

### La morte di Clizio
«Tu quoque, flaventem  prima lanugine malas

dum sequeris Clytium infelix, noua gaudia, Cydon,

Dardania stratus dextra, securus amorum

qui iuuenum tibi semper erant, miserande iaceres,

ni fratrum stipata cohors foret obuia, Phorci

progenies, septem numero, septenaque tela

coniciunt»
(Virgilio, Eneide, libro X, vv.324-330)
Cidone e Clizio sono due giovani latini uniti da un legame omoerotico. Di Clizio, Virgilio scrive che è ancora adolescente: una tenera barba bionda incornicia il suo bellissimo volto. Su Cidone il poeta non dà una descrizione fisica: dice invece che prima di Clizio ha amato altri giovinetti, sicché è da ritenere che rispetto al compagno egli abbia un'età leggermente superiore. L'episodio ruota tutto intorno alle parole tu quoque ("anche tu") e stratus ("steso"): questa è la fine che rischia di fare Cidone, avendo egli seguito Clizio che dopo essersi eroicamente spinto per assalire Enea è stato colpito dalla spada del capo troiano e giace ormai morto sul campo di battaglia. Ma Cidone si salva per l'intervento dei sette figli del latino Forco, che si frappongono tra lui ed Enea.
«E tu, Cidon, per le sue mani estinto

misero! giaceresti a Clizio appresso,

tuo novo amore, a cui de' primi fiori

eran le guance colorite a pena;

se non che de' fratelli ebbe una schiera

subitamente a dosso. Eran costoro

sette figli di Forco, e sette dardi

gli avventaro in un tempo.»
(traduzione di Annibal Caro)

## Interpretazione dell'episodio
«E tu pur, folle

infelice Cidon, che, di novella

passion d'amore acceso, al giovinetto

Clizio vai dietro, cui fiorisce appena

in su le guance il biondo pel, tu pure

steso al suol giaceresti, o sfortunato,

per la destra d'Enea, né più d'amore

caldo il tuo cor sarìa pei giovinetti

se il colpo a deviar corso non fosse

il ben compatto stuolo dei fratelli,

prole di Forco; sette sono, e sette

strali sfrenan dall'arco […]»
(traduzione di Emilio Pratellesi)
La vicenda di Cidone e Clizio è trattata in pochissimi versi e non è di immediata comprensione. Il poeta prima descrive Cidone che segue Clizio nel suo slancio contro Enea; quindi incentra l'episodio sull'immagine di Cidone che rischia di condividere la stessa sorte - appena accennata - del ragazzo amato, attorno al cui cadavere si scatena l'evento successivo, ovvero la comparsa dei sette figli di Forco che permettono al loro commilitone, stravolto dal dolore, di allontanarsi. Per l'intenso rapporto che li unisce, Cidone e Clizio possono essere considerati nel poema i corrispettivi italici dei ragazzi troiani Eurialo e Niso; nella coppia latina però l'iniziativa viene presa dal guerriero più giovane, ed è solo lui a perdere la vita. Tutto questo contribuisce a fare di Clizio una nobilissima figura di eroe.